# 塞尔焦·富比尼
塞尔焦·富比尼（義大利語：Sergio Fubini，1928年12月31日—2005年1月6日），意大利理论物理学家。富比尼是弦理论的先驱之一。他曾在中东地区从事和平活动。